# Piacenza Calcio 1919 2016-2017
Questa voce raccoglie le informazioni riguardanti del Piacenza Calcio 1919 nelle competizioni ufficiali della stagione 2016-2017.

## Stagione
Nella stagione 2016-2017 il Piacenza ritorna tra i professionisti nel girone A del campionato di Lega Pro, quattro anni dopo il fallimento, raccoglie 61 punti con il sesto posto finale. Disputa i Play-off, nei quali nel primo turno ha superato in gara secca il Como (2-1), negli ottavi di finale cede nel doppio confronto al Parma, nell'ennesimo derby stagionale, nel corso del campionato ha giocato i derby contro il Pro Piacenza e la Cremonese, altri due in Coppa Italia. L'obbiettivo della neopromossa Piacenza affidata al confermato tecnico Arnaldo Franzini è la salvezza, da raggiungere il prima possibile, invece dopo un breve periodo di assestamento, la squadra biancorossa veste i panni di rivelazione del torneo. Ottiene 29 punti nel girone di andata e 32 in quello di ritorno. Il francese Anthony Taugourdeau con 11 reti è il miglior marcatore stagionale, un regista di centrocampo, che si conferma anche cecchino di eccellenza sui calci piazzati. Sale in Serie B la Cremonese che ha rimontato l'Alessandria. Nella Coppa Italia di Lega Pro il Piacenza disputa il girone B di qualificazione, che è stato vinto a sorpresa dai cugini della Pro Piacenza, davanti a Parma e Piacenza.

## Divise e sponsor
Lo sponsor principale della stagione 2016-2017 è Lpr (e marchi associati), l'altro Village. Mentre lo sponsor tecnico rimane la Macron.
| Casa | Trasferta | Terza maglia |

## Organigramma societario
Area direttiva
- Presidente: Marco Gatti
- Direttore accompagnatore: Alessandro Brizzolesi

Area organizzativa
- Team manager: Andrea Lussardi

Area tecnica
- Preparatori atletici: Igor Bonazzi, Gianfranco Baggi
- Preparatore dei portieri: Massimo Ferrar

Area sanitaria
- Medici sociali: Rosario Brancati
- Fisioterapisti: Paolo Fumi, Mattia Tanzini

## Rosa
Rosa aggiornata al 10 marzo 2017.
| N. |                    | Ruolo | Calciatore                |
| -- | ------------------ | ----- | ------------------------- |
| 1  | Italia (bandiera)  | P     | Mirco Miori               |
| 2  | Italia (bandiera)  | D     | Diego Di Cecco            |
| 3  | Italia (bandiera)  | D     | Giacomo Sciacca           |
| 4  | Italia (bandiera)  | D     | Antonio Pergreffi         |
| 5  | Francia (bandiera) | C     | Anthony Taugourdeau       |
| 6  | Italia (bandiera)  | D     | Jacopo Silva              |
| 7  | Italia (bandiera)  | A     | Luca Matteassi (capitano) |
| 8  | Italia (bandiera)  | C     | Alessandro Cazzamalli     |
| 9  | Italia (bandiera)  | A     | Andrea Razzitti           |
| 10 | Italia (bandiera)  | A     | Mario Titone              |
| 10 | Italia (bandiera)  | A     | Nicolò Pozzebon           |
| 11 | Italia (bandiera)  | C     | Saber Hraiech             |
| 14 | Italia (bandiera)  | D     | Giuseppe Agostinone       |
| 14 | Italia (bandiera)  | D     | Roberto Masullo           |
| 15 | Italia (bandiera)  | D     | Matteo Colombini          |

| N. |                    | Ruolo | Calciatore            |
| -- | ------------------ | ----- | --------------------- |
| 17 | Italia (bandiera)  | C     | Gianluca Barba        |
| 18 | Italia (bandiera)  | C     | Jacopo Segre          |
| 19 | Italia (bandiera)  | C     | Nicolas La Vigna      |
| 20 | Italia (bandiera)  | A     | Michele Cesana        |
| 20 | Italia (bandiera)  | C     | Fabio Bertoli         |
| 21 | Italia (bandiera)  | D     | Alessandro Castellana |
| 22 | Albania (bandiera) | P     | Elhan Kastrati        |
| 23 | Italia (bandiera)  | A     | Stefano Franchi       |
| 24 | Croazia (bandiera) | A     | Gabriel Debeljuh      |
| 25 | Italia (bandiera)  | D     | Matteo Abbate         |
| 27 | Italia (bandiera)  | P     | Ivan Pelizzoli        |
| 28 | Italia (bandiera)  | A     | Niccolò Romero        |
| 29 | Italia (bandiera)  | A     | Andrea Nobile         |
| 30 | Italia (bandiera)  | A     | Tiziano Tulissi       |
| 31 | Italia (bandiera)  | D     | Andrea Dossena        |

## Risultati

### Campionato di Lega Pro girone A

#### Girone di andata
| Arbitro: | Zufferli (Udine) |

|                     |           |                 |
| F. Forte 88’ (rig.) | Marcatori | 80’ Taugourdeau |

| Arbitro: | Sozza (Seregno) |

|                             |           |                              |
| Franchi 38’, 69’ Titone 63’ | Marcatori | 77’ Baldassin 84’ M. Mancosu |

| Arbitro: | Nicoletti (Catanzaro) |

|              |           |                 |
| Graziano 53’ | Marcatori | 58’ Taugourdeau |

| Piacenza 14 settembre 2016 4ª giornata | Piacenza       | 0 – 0 | Viterbese Castrense | Stadio Leonardo Garilli\| Arbitro: \| Curti (Milano) \| |
| Arbitro:                               | Curti (Milano) |       |                     |                                                         |

| Arbitro: | Dionisi (L'Aquila) |

|              |           |                          |
| Razzitti 86’ | Marcatori | 24’ Gonzalez 47’ Bocalon |

| Arbitro: | Capone (Palermo) |

|              |           |                      |
| Scappini 66’ | Marcatori | 16’, 62’ Taugourdeau |

| Arbitro: | Viotti (Tivoli) |

|                           |           |                |
| Matteassi 8’ Razzitti 67’ | Marcatori | 90+1’ Auriemma |

| Arbitro: | Guida (Salerno) |

|            |           |                            |
| Rovini 54’ | Marcatori | 61’ Matteassi 68’ Razzitti |

| Piacenza 16 ottobre 2016 9ª giornata | Piacenza            | 0 – 0 | Tuttocuoio | Stadio Leonardo Garilli\| Arbitro: \| N. Marini (Trieste) \| |
| Arbitro:                             | N. Marini (Trieste) |       |            |                                                              |

| Arbitro: | Garofalo (Torre del Greco) |

|                          |           |                                          |
| Masullo 53’ Bunino 90+4’ | Marcatori | 17’ Matteassi 59’ Cazzamalli 75’ Hraiech |

| Arbitro: | Annaloro (Collegno) |

|             |           |  |
| Rolfini 77’ | Marcatori |  |

| Arbitro: | Valiante (Salerno) |

|                                       |           |             |
| Razzitti 45+1’, 62’ (rig.) Titone 90’ | Marcatori | 25’ Bertani |

| Arbitro: | De Remigis (Teramo) |

|           |           |  |
| Solini 6’ | Marcatori |  |

| Arbitro: | Capraro (Ciampino) |

|  |           |              |
|  | Marcatori | 90+1’ Perico |

| Arbitro: | Mantelli (Brescia) |

|  |           |                 |
|  | Marcatori | 72’ (aut.) Sall |

| Arbitro: | De Angeli (Abbiategrasso) |

|              |           |                                           |
| Razzitti 40’ | Marcatori | 6’ (rig.) De Sousa 20’, 73’, 90+1’ Loglio |

| Arbitro: | Zufferli (Udine) |

|                          |           |                  |
| Maritato 54’ Cellini 71’ | Marcatori | 39’, 47’ Franchi |

| Arbitro: | De Santis (Lecce) |

|              |           |  |
| Matteassi 4’ | Marcatori |  |

| Arbitro: | Pashuku (Albano Laziale) |

|          |           |  |
| Tomi 63’ | Marcatori |  |

#### Girone di ritorno
| Arbitro: | Ayroldi (Molfetta) |

|              |           |                 |
| Razzitti 82’ | Marcatori | 4’, 8’ F. Forte |

| Arbitro: | Meraviglia (Pistoia) |

|            |           |             |
| Fofana 76’ | Marcatori | 23’ Franchi |

| Piacenza 22 gennaio 2017 22ª giornata | Piacenza        | 0 – 0 | Renate | Stadio Leonardo Garilli\| Arbitro: \| Di Gioia (Nola) \| |
| Arbitro:                              | Di Gioia (Nola) |       |        |                                                          |

| Arbitro: | Lorenzin (Castelfranco Veneto) |

|               |           |  |
| Jefferson 74’ | Marcatori |  |

| Arbitro: | Pagliardini (Arezzo) |

|             |           |  |
| Bocalon 65’ | Marcatori |  |

| Arbitro: | Proietti (Terni) |

|                               |           |  |
| Pergreffi 49’ Romero 73’, 85’ | Marcatori |  |

| Arbitro: | Paterna (Teramo) |

|               |           |                     |
| F. Pisano 73’ | Marcatori | 3’, 15’, 23’ Romero |

| Arbitro: | Raciti (Acireale) |

|              |           |  |
| Di Cecco 76’ | Marcatori |  |

| Arbitro: | Viotti (Tivoli) |

|           |           |                                                    |
| Gelli 55’ | Marcatori | 16’ (rig.), 48’ Taugourdeau 18’ Hraiech 41’ Romero |

| Arbitro: | Detta (Mantova) |

|                                        |           |  |
| Taugourdeau 25’ (rig.), 27’ Nobile 59’ | Marcatori |  |

| Arbitro: | Cudini (Fermo) |

|                          |           |  |
| Taugourdeau 45+3’ (rig.) | Marcatori |  |

| Arbitro: | Pasciuta (Agrigento) |

|                   |           |                              |
| Pessina 8’ (rig.) | Marcatori | 30’ Taugourdeau 45+1’ Nobile |

| Arbitro: | Marchetti (Ostia Lido) |

|             |           |                           |
| Hraiech 74’ | Marcatori | 47’ Corradi 73’ Bearzotti |

| Arbitro: | Annaloro (Collegno) |

|                                     |           |                          |
| Pinto 26’ Iovine 30’ M. Biraghi 40’ | Marcatori | 90’ Segre 90+3’ Razzitti |

| Arbitro: | Schirru (Nichelino) |

|                                                 |           |  |
| Matteassi 32’ Taugourdeau 48’ Romero 52’, 90+3’ | Marcatori |  |

| Arbitro: | Amabile (Vicenza) |

|                                              |           |                          |
| Corticchia 29’ De Sousa 34’ D. Macellari 49’ | Marcatori | 3’, 30’ Nobile 72’ Silva |

| Piacenza 22 aprile 2017 36ª giornata | Piacenza       | 0 – 0 | Livorno | Stadio Leonardo Garilli\| Arbitro: \| Miele (Torino) \| |
| Arbitro:                             | Miele (Torino) |       |         |                                                         |

| Arbitro: | Zufferli (Udine) |

|             |           |             |
| Kabashi 54’ | Marcatori | 36’ Dossena |

| Arbitro: | De Tullio (Bari) |

|                                        |           |                  |
| Silva 16’ Cazzamalli 84’ Tulissi 90+2’ | Marcatori | 10’, 54’ Moncini |

### Play-off
| Arbitro: | Pagliardini (Arezzo) |

|                           |           |                |
| Sciacca 22’ Franchi 90+5’ | Marcatori | 83’ Chinellato |

| Piacenza 21 maggio 2017 Ottavi - Andata | Piacenza           | 0 – 0 | Parma | Stadio Leonardo Garilli\| Arbitro: \| Valiante (Salerno) \| |
| Arbitro:                                | Valiante (Salerno) |       |       |                                                             |

| Arbitro: | Massimi (Termoli) |

|                           |           |  |
| Nocciolini 52’ Baraye 81’ | Marcatori |  |

### Coppa Italia di Lega Pro

#### Girone B
| Arbitro: | Gariglio (Pinerolo) |

|                       |           |              |
| Evacuo 69’ Guazzo 88’ | Marcatori | 64’ Razzitti |

| Piacenza 13 agosto 2016 2ª giornata | Piacenza       | 0 – 0 | Pro Piacenza | Stadio Leonardo Garilli\| Arbitro: \| Cudini (Fermo) \| |
| Arbitro:                            | Cudini (Fermo) |       |              |                                                         |